# Dubbio
Il dubbio è una condizione mentale, nota sin dall'antichità, per la quale si cessa di credere a una certezza, o con cui si mette in discussione una verità o un enunciato.

## Il dubbio nell'antichità
In origine fu Socrate a investire col proprio dubbio le false certezze di coloro che si ritenevano sapienti. Il dubbio di Socrate tuttavia non era un dubbio scettico e assoluto: pur ritenendosi ignorante, egli "sapeva" di non sapere. Egli cioè sapeva qualcosa in più rispetto agli altri, che invece erano completamente ignoranti. In Socrate, il dubbio si concilia così con la verità, che è la consapevolezza di sé, a partire dalla quale egli riconosceva come falsa e illusoria ogni forma di sapere che non derivi dalla propria interiorità.
Platone ereditò da Socrate l'idea che solo a partire da un sapere innato è possibile accorgersi della caducità del mondo circostante, e quindi della necessità di dubitare di ogni forma di conoscenza che derivi unicamente dai sensi.
Il platonismo all'inizio si evolse in maniera sempre più scettica: i maggiori esponenti di questa fase furono Arcesilao e Carneade, i quali svilupparono ulteriori prospettive teoretiche basate sul rifiuto di una verità (e una falsità) assolute. Accanto allo scetticismo platonico si era anche sviluppata una corrente parallela facente capo a Pirrone di Elide, che praticò il dubbio come semplice noncuranza del problema conoscitivo della verità, allo scopo di raggiungere l'imperturbabilità dell'animo (atarassia).

## Da Agostino a Cartesio
Nell'ambito della riflessione cristiana, Agostino per primo mostrò le contraddizioni del dubbio: dubitare di tutto è impossibile, perché non si può dubitare del dubbio stesso; infatti anche l'agnostico, che afferma di non avere nessuna certezza, dà per scontata la certezza che non vi sono certezze, e quindi si contraddice. 

Il dubbio, tuttavia, dal quale egli fu spesso tormentato, è per Agostino un passaggio obbligato per approdare alla verità: rifacendosi a Socrate, Agostino si convinse di come il dubbio sia espressione stessa della verità, perché non potrei dubitare se non ci fosse una verità che appunto al dubbio si sottrae. La verità non può essere conosciuta in se stessa, ma unicamente sotto forma di confutazione dell'errore: essa cioè si rivela come consapevolezza dell'errore, come capacità di dubitare delle false illusioni che le sbarravano la strada.
Tra i successivi sviluppi delle riflessioni incentrate sul dubbio, nel Seicento occuperà un posto di rilievo Cartesio, il quale riprese il metodo agostiniano, tuttavia di fatto invertendolo:  anziché far scaturire il dubbio dalla verità, affermò che la verità scaturisce dal dubbio. Per Cartesio, l'attività di pensiero che si esprime nel dubitare (Cogito) è la condizione che mi permette di dedurre l'essere o la verità: Cogito ergo sum, ovvero «dubito, quindi sono». Il dubbio, così, non è più espressione della verità (com'era in Agostino), ma precede la verità stessa. Diventa un dubbio "metodico", che si giustifica da sé, al quale sottoporre ogni forma di conoscenza sul mondo, in virtù della sua presunta capacità di determinare il vero a priori.

## Scetticismo e criticismo
Dopo Cartesio, il dubbio acquisterà sempre più i connotati di una realtà metafisica autonoma, la cui legittimazione, ormai slegata dal rapporto con la verità, si riteneva potesse avvenire di per sé.
In nome del dubbio, il filosofo scozzese David Hume giunse a negare la validità non solo della metafisica stessa, ma persino di ogni forma di conoscenza ritenuta derivata dall'esperienza sensibile. Conseguenza del suo scetticismo fu che la mente umana non può aspirare all'oggettività: quella che viene spacciata per tale quindi è solo una chimera. Ad esempio, il rapporto di causa-effetto che lega tra loro due fenomeni, secondo Hume, non ha un valore oggettivo, ma è dovuto a un'istanza unicamente soggettiva: l'idea di ritener collegati i due fenomeni, cioè, non avrebbe alcun fondamento logico, ma nascerebbe da un istinto di abitudine, dovuto al fatto di vederli usualmente accadere in sequenza.
Kant fece notare la contraddizione di Hume: questi pretendeva di giudicare l'oggettività da un punto di vista a sua volta oggettivo (o meta-oggettivo), nonostante avesse detto che si trattava di un punto di vista impossibile. Affermando che l'oggettività non esiste o è inconoscibile, Hume esprimeva con ciò stesso un giudizio oggettivo; e svalutando il principio di causalità, al contempo di fatto lo giustificava, credendo di trovarne la "causa" nell'istinto di abitudine. Hume, in definitiva, era vittima di un pregiudizio metafisico, di un modo di pensare astratto e slegato dalla realtà.
Kant si propose allora di rivolgere il dubbio per così dire verso se stesso, facendone un nuovo metodo di indagine filosofica, ma con lo scopo di indagare non la verità (com'era in Cartesio), bensì le possibilità di accesso alla verità. Egli sottopose la ragione al tribunale di se stessa, per giudicarne la presunzione di porsi come entità autonoma, andando oltre i limiti che le sono propri. Il dubbio di Kant prese così il nome di criticismo, a indicare un atteggiamento mentale che "critica" e analizza le facoltà della ragione.
Va detto però che Kant, secondo i suoi critici, arrivando a postulare l'inconoscibilità della realtà in sé, e così ponendo uno scarto incolmabile tra il noumeno e il sapere fenomenico della ragione, sarebbe rimasto su una posizione di astratto soggettivismo: da un lato egli voleva salvaguardare la validità della conoscenza scientifica dallo scetticismo di Hume, dall'altro però slegava una tale conoscenza dai fondamenti ultimi della realtà. Sarà da queste difficoltà che si svilupperà l'idealismo, nel quale il dubbio critico, consentendo all'io di riconoscere la propria limitatezza fenomenica, diventa perciò l'espressione stessa della dimensione ineffabile dell'Assoluto.